# Germán Rodríguez Sánchez
Germán Rodríguez Sánchez (Alameda, província de Màlaga, 17 de gener de 1977) és un polític català, diputat al Congrés dels Diputats en la X i XI Legislatures. El seu pare havia estat alcalde d'Alameda (Andalusia) pel PCE i es va establir a Catalunya amb la seva família en 1981. És llicenciat en Ciències Polítiques i de l'Administració per la Universitat Autònoma de Barcelona. Ha treballat com a cap del gabinet d'alcaldia a l'Ajuntament de Les Preses i de 2000 a 2004 fou primer secretari de la Joventut Socialista de Catalunya de les comarques gironines. De 2007 a 2008 fou director de comunicació del Ministeri d'Habitatge. De 2008 a 2009 fou Director de Comunicació del Ministeri de Defensa i de 2010 a 2011 director del gabinet de l'aleshores Ministra de Defensa Carme Chacón Piqueras.
En desembre de 2012 va substituir en el seu escó Daniel Fernández González, escollit a les eleccions generals espanyoles de 2011 per haver estat elegit diputat a les eleccions al Parlament de Catalunya de 2012. Ha estat Vocal de la Comissió de Defensa, secretari segon de la Comissió d'Educació i Esport i portaveu de la Comissió Mixta Control Parlamentari de la Corporació RTVE i les seves Societats. S'ha fet famós pels seus enfrontaments verbals amb el ministre de cultura José Ignacio Wert Ortega.